# 枣阳站
枣阳站，位于中华人民共和国湖北省襄阳市枣阳市，是汉丹铁路与汉十高速铁路上的火车站，建于1966年，由武汉局集团管辖。

## 歷史
- 建于1966年。

## 車站周邊
- 尚一特连锁酒店枣阳火车站店
- 枣阳市火车站学校
- 中国电信枣阳火车站营业厅
- 枣阳博翔工业园

## 外部連結
- 中国铁路客户服务中心 （页面存档备份，存于）